# Anaconda (película)
Anaconda es una película de terror de 1997 dirigida por el peruano Luis Llosa, protagonizada por Jennifer Lopez, Ice Cube y Jon Voight en los papeles principales. La cinta fue galardonada con el premio ALMA Awards en 1998 y el BMI Film Music. A raíz del éxito comercial del filme se originó una franquicia que cuenta con 3 secuelas: Anacondas: The Hunt for the Blood Orchid (2004), Anaconda 3: Offspring (2008) y Anacondas: Trail of Blood (2009) y un Crossover con la franquicia Lake Placid.

## Argumento
Un cazador furtivo se esconde de una criatura desconocida en su barco. Mientras ésta irrumpe en el barco e intenta atraparlo, el cazador se suicida pegándose un tiro para evitar morir a manos de la bestia.
Mientras tanto, en el río Amazonas, durante el rodaje de un documental sobre una tribu indígena conocida como los Shirishamas, la directora Terri Flores y los miembros de su equipo, entre los que se encuentran el camarógrafo y amigo de la infancia Danny Rich, la directora de producción Denise Kalberg, el novio de Denise e ingeniero de sonido Gary Dixon, el narrador Warren Westridge, el profesor antropólogo Steven y el patrón del barco Mateo, se encuentran con el cazador de serpientes paraguayo varado Paul Sarone y le ayudan, creyendo que sabe cómo encontrar a los Shirishamas.
La mayoría de la tripulación se siente incómoda con Paul, y Cale discute con él varias veces sobre la tradición de Shirishama. Más tarde, mientras intenta liberar la hélice del barco de una cuerda, Steven es picado en la garganta por una avispa dentro de su regulador de buceo, lo que le hincha la garganta y lo deja inconsciente. Paul le practica una cricotirotomía de urgencia, salvando aparentemente la vida de Steven, y luego se apodera del barco, obligando a la tripulación a ayudarle a conseguir su verdadero objetivo: dar caza y capturar a una anaconda verde gigante de récord que había estado rastreando.
Más tarde, Mateo se pierde y es el primero en ser asesinado por la anaconda, que se enrosca a su alrededor antes de romperle el cuello cerca del barco donde el cazador furtivo había sido asesinado. Una fotografía de un viejo periódico revela que Mateo, Paul y el cazador furtivo sin nombre trabajaban en realidad juntos como equipo de caza para capturar animales, incluyendo serpientes. Los demás intentan encontrarlo mientras Paul dispara y mata a un mono para utilizarlo como cebo para la anaconda, prometiendo a todos que si le ayudan a encontrarla, les ayudará a salir con vida.
Esa noche, la anaconda aparece y ataca a la tripulación del barco. Cuando Paul intenta capturar a la serpiente con vida, ésta se enrosca alrededor de Gary y comienza a aplastarlo. Terri intenta salvar a Gary disparando a la anaconda, pero Paul le quita el arma de las manos, permitiendo que la serpiente mate y devore a Gary. Mientras Denise llora la muerte de su novio, los demás dominan a Paul y lo atan como castigo. Al día siguiente, el barco se queda atascado en una cascada, lo que obliga a Terri, Danny y Westridge a entrar en el agua para sacarlo. Denise se enfrenta a Paul e intenta matarlo en venganza por la muerte de Gary, pero él la estrangula con sus piernas hasta matarla antes de arrojar su cadáver al río.
Cuando la anaconda regresa, Westridge distrae a la serpiente el tiempo suficiente para que Terri y Danny regresen al barco mientras él asciende por la cascada. Danny y Paul luchan, mientras Westridge es enroscado por la anaconda. Antes de que pueda matarlo, el árbol que sostiene a la anaconda se rompe, enviando al grupo al agua y despertando a Steven en el proceso. Con Westridge muerto por la anaconda en la caída, la serpiente ataca a Danny y se enrolla alrededor de él, sólo para que Terri le dispare en la cabeza. Un Paul enfurecido ataca a Terri, sólo para que Steven lo apuñale con un dardo tranquilizante antes de perder nuevamente la conciencia. Danny golpea al Paul drogado, tirándolo al río.
Sin embargo, Terri y Danny no tardan en ser capturados cuando Paul los alcanza. Les echa un cubo de sangre de mono y los utiliza como cebo en un intento de capturar una segunda anaconda mucho más grande. La serpiente no tarda en aparecer y comienza a enroscarse alrededor de Terri y Danny y los asfixia lentamente. Paul los atrapa en una red, pero la serpiente se libera. El propio Paul intenta huir por una escalera, pero la anaconda se desliza tras él y lo hace caer. Cuando la bestia acaba por desenrollarse, Paul vuelve a intentar escapar, pero Danny levanta su propia red sobre él, lo que permite que la anaconda se enrolle alrededor de Paul antes de asfixiarlo hasta la muerte. Mientras cortan sus ataduras, Terri y Danny ven cómo la anaconda se traga el cuerpo de Paul.
Terri se retira a un edificio y encuentra un nido lleno de anacondas recién nacidas, pero la serpiente llega y regurgita el cadáver aún crispado de Paul, el cual se encarga de guiñar un ojo a Terri. Danny atrapa a la anaconda clavando su cola en el suelo con un pico y enciende un fuego debajo de la chimenea que quema a la serpiente. La explosión resultante lanza a la anaconda en llamas fuera del edificio y hacia el agua. Mientras Terri y Danny se recuperan en un muelle cercano, la anaconda aparece por última vez. Danny golpea la cabeza de la serpiente con un hacha, matándola finalmente.
Después, Terri y Danny se reúnen con Steven, que empieza a revivir en el barco. Mientras flotan río abajo, el trío localiza de repente a los nativos que estaban buscando anteriormente. Se dan cuenta de que Paul tenía razón y reanudan el rodaje de su documental.

## Elenco
- Jennifer Lopez - Terri Flores
- Ice Cube - Danny Rich
- John Voight - Paul Serone
- Eric Stoltz - Dr. Steven Cale
- Jonathan Hyde - Warren Westridge
- Owen Wilson - Gary Dixon
- Kari Wuhrer - Denise Kalberg
- Danny Trejo - Poacher[2]
- Vincent Castellanos -  Mateo

## Producción
Gillian Anderson y Julianna Margulies fueron las primeras opciones para el papel de Terri Flores (cuyo apellido era originalmente Porter), pero fueron descartadas debido a conflictos de programación con The X-Files y ER respectivamente. Finalmente, el papel recayó en Jennifer López. El director confesó que la había visto en un papel menor de la película Money Train, de Columbia Pictures. Asimismo, Jean Reno fue considerado para el papel de Paul Sarone hasta que Jon Voight fue aceptado.
El rodaje de la película tuvo lugar en la mitad de la primavera y el verano de 1996. Inicialmente, se propuso incluir a la ciudad de Iquitos (Perú) en el rodaje. Sin embargo, la falta de infraestructura apropiada terminó por descartarla. En su lugar, se realizaron las filmaciones en Manaus (Brasil).

## Recepción
Anaconda recibió críticas generalmente negativas desde su lanzamiento. Algunos críticos alabaron los efectos de la película, los escenarios y los diferentes toques de humor, pero muchos reprocharon las actuaciones, las características inexactas y el inicio aburrido. En Rotten Tomatoes la cinta mantiene una calificación del 38% basada en 48 comentarios, y en Metacritic sostiene una puntuación de 37 sobre 100 que la describe como poco provechosa. Además, Roger Ebert otorgó a la película tres estrellas y media de cuatro posibles y la catalogó como "(…) astuta, miedosa, divertida, bellamente fotografiada y espléndidamente actuada en el estilo de alta aventura. La historia de amor entre Voight y la serpiente me llevó a las lágrimas en varias ocasiones".
A pesar de la recepción negativa inicial, Anaconda ya se ha convertido en un clásico de culto que es visto desde lo malo pero con toques de bueno. La cinta aparece en el libro del fundador de los Golden Raspberry Award, John Wilson, como una de las 100 películas más divertidas pero también malas que jamás se hayan hecho.